# 沃塞勒
沃塞勒（法語：Vaucelles，法語發音：[vosɛl] ⓘ）是法国卡尔瓦多斯省的一个市镇，属于巴约区。

## 地理
沃塞勒（49°17'8"N, 0°44'9"W）面积3.56 平方千米，位于法国诺曼底大区卡爾瓦多斯省，该省份为法国西北部沿海省份，北濒大西洋英吉利海峡，东北与滨海塞纳省以海上边界相接，东临厄尔省，南至奧恩省，西与芒什省接壤。
与沃塞勒接壤的市镇（或旧市镇、城区）包括：巴尔伯维尔、巴约、屈西、圣卢奥尔、叙利、贝桑地区图尔、欧尔河畔沃。

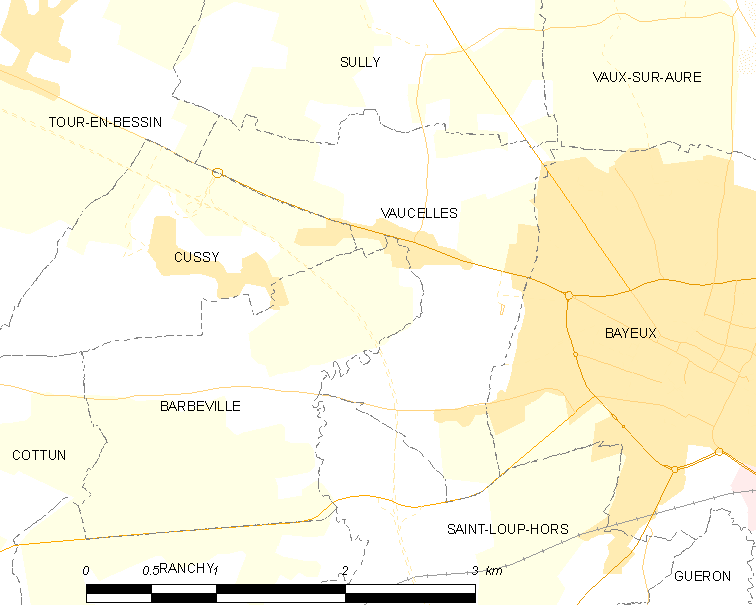
沃塞勒的OSM定位图

沃塞勒的时区为UTC+01:00、UTC+02:00（夏令时）。

## 行政
沃塞勒的邮政编码为14400，INSEE市镇编码为14728。

## 政治
沃塞勒所属的省级选区为巴约县。

## 人口

1962-2008年间沃塞勒人口变化图示

沃塞勒于2022年1月1日时的人口数量为600人。